# Station Oberwesel
Station Oberwesel is een spoorwegstation in de Duitse plaats Oberwesel. Het station werd in 1859 geopend.